# Robert Evans
Robert "Bob" Evans, ursprungligen Schapera, född 29 juni 1930 i New York, död 26 oktober 2019 i Beverly Hills, Kalifornien, var en amerikansk filmproducent.

## Karriär
Evans arbetade först i familjens textilfirma men kom in i skådespelarbranschen på sitt utseende. Den då okände b-skådespelaren anställdes 1966 helt överraskande som producent av Paramounts ägare Charlie Bluhdorn. Denne sade sig helt enkelt vilja ha en yngre man på posten och helst en som såg bra ut. 
24 oktober 1969 äktade han Ali MacGraw, då en stjärna på stark uppgång efter framgången med Love Story. Ironiskt nog var det Evans önskan om att MacGraw åter skulle skådespela som fick äktenskapet att ta slut. Han fick med henne i filmen Getaway - rymmarna där hon snart inledde en romans med motspelaren Steve McQueen. 
Evans var exekutiv producent av Gudfadern och övervakade personligen Francis Ford Coppola då denne klippte filmen. Från 1972 sjönk Evans allt djupare ned i kokainmissbruk. År 1973 blev han intresserad av ett manus skrivet av Robert Towne, vilket med tiden skulle komma att bli filmen Chinatown. Evans hade ännu en framgång med Maratonmannen. Emellertid hade hans missbruk bara blivit värre och värre och 1980 arresterades Evans för narkotikainnehav mitt under inspelningen av Karl-Alfred. 
År 1983 producerade Evans Cotton Club efter en inspelning där han haft svåra konflikter med Coppola. Filmen blev en stor flopp. Evans blev även på ett bisarrt vis inblandad i ett mordfall 1984 och var 1989 inlagd för avgiftning. Under 1990-talet fick han komma tillbaka till Paramount och hade smärre men återkommande framgångar. Han gav en något förskönad skildring i boken och filmen The Kid Stays in the Picture.

## Filmografi (urval)
- 1972 – Gudfadern (okrediterad exekutiv producent)
- 1974 – Chinatown
- 1976 – Maratonmannen
- 1980 – Karl-Alfred
- 1984 – Cotton Club
- 1990 – The Two Jakes
- 1993 – Sliver
- 1996 – Fantomen
- 1997 – Helgonet
- 2000 – Simpsons, avsnitt Kill the Alligator and Run (gäströst i TV-serie)
- 2002 – The Kid Stays in the Picture (manus)
- 2003 – Hur man blir av med en kille på 10 dagar